# Steinbruch Dünkelberg

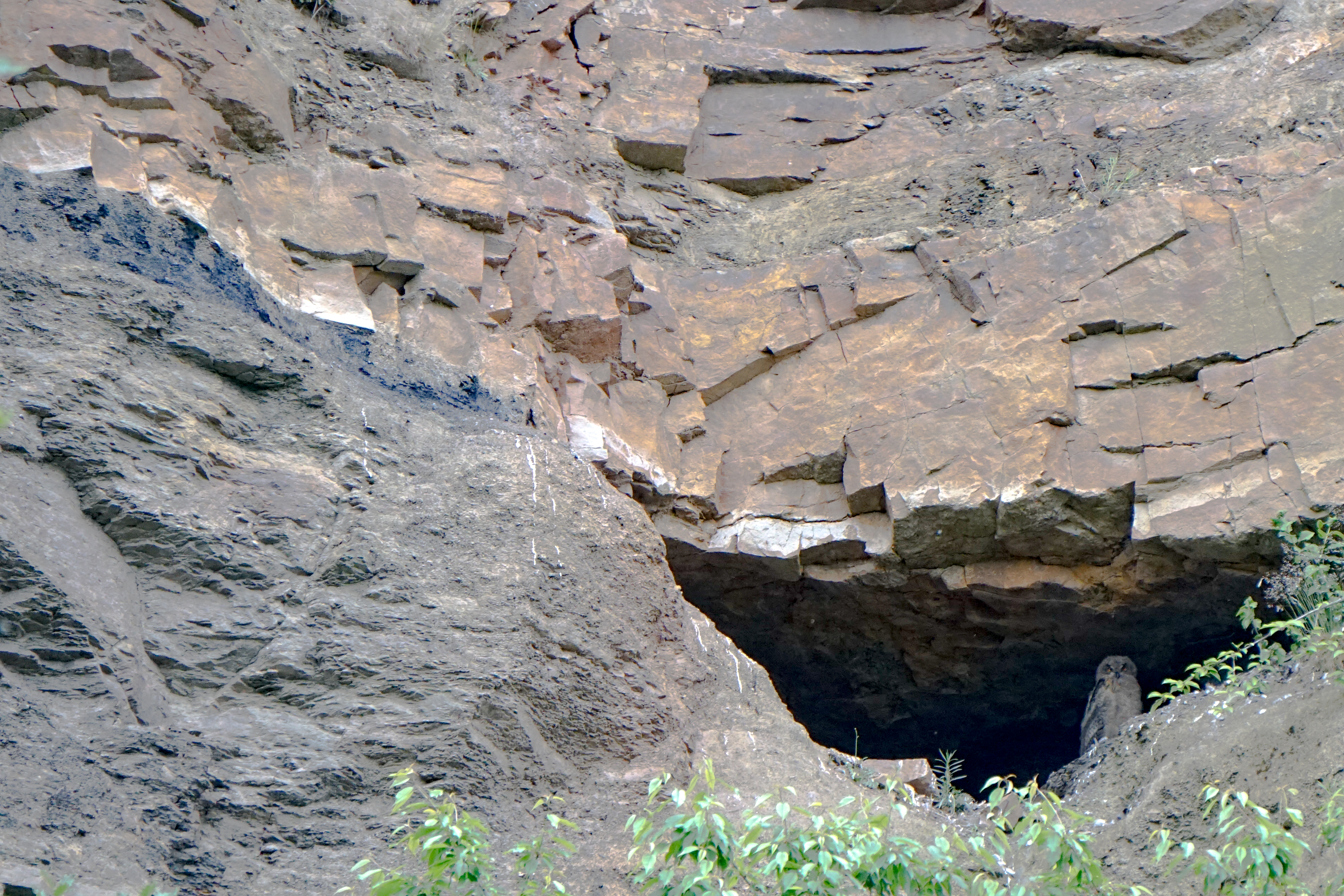
Flöz Geitling 3, darunter Tonschiefer, darüber Sandstein, rechts ein junger Uhu (Bubo bubo).

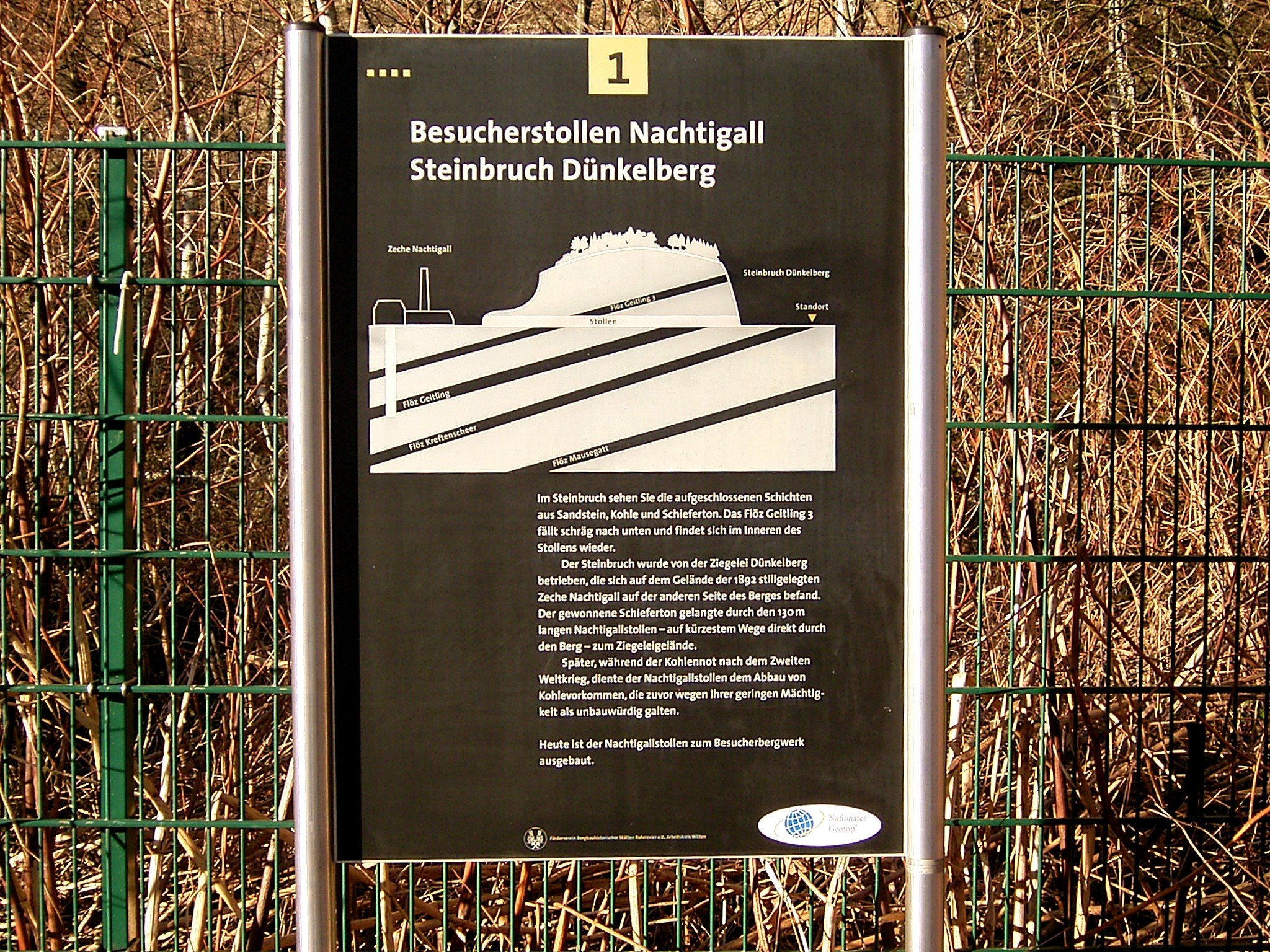
Informationstafel des Bergbauwanderwegs Muttental

Der Steinbruch Dünkelberg befindet sich im Muttental südlich der Ruhr in Witten. Der Steinbruch wurde 1984 als Naturdenkmal und am 25. November 1986 als Bodendenkmal ausgewiesen. Er ist an den Bergbauwanderweg Muttental angebunden.
Der Steinbruch wurde von der „Ziegelei Dünkelberg“ betrieben. Diese Ziegelei befand sich auf dem Gelände der Zeche Nachtigall, die 1892 stillgelegt worden war.
Der gewonnene Schieferton wurde durch den 130 Meter langen Nachtigallstollen zum Ziegeleigelände transportiert. Während der Kohlennot nach dem Zweiten Weltkrieg diente der Nachtigallstollen dem Abbau von Kohlevorkommen. Später wurde der Nachtigallstollen zum Besucherbergwerk des LWL-Industriemuseums Zeche Nachtigall ausgebaut.
Auf einem Profil von etwa 100 m Mächtigkeit werden die „Unteren Wittener Schichten“ zwischen Flöz Finefrau-Nebenbank, der obersten, und Flöz Mausegatt mit sechs bauwürdigen Kohleflözen aufgeschlossen. Die dazwischenliegenden heißen u. a. „Geitling“, „Geitling 3“. Geitling steht regionalsprachlich für Schwarzdrossel.
Im Steinbruch brütet der Uhu.